# Kubotan

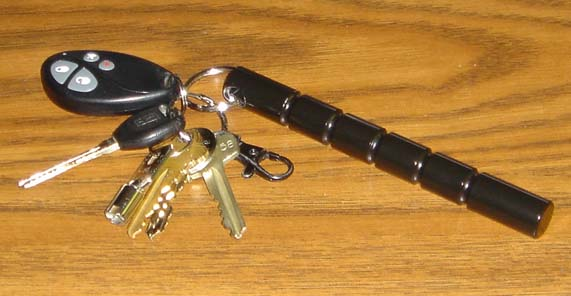
Ejemplo de kubotan.

El kubotan, escrito a veces kubaton o kobutan es un arma de defensa personal o autodefensa muy accesible, eficaz y duradera. Esta arma está basada en el Tenouchi, Suntetsu y en el Dokko, armas tradicionales japonesas. Consiste en un cilindro de metal, plástico o madera de 14 cm (máximo de 20 cm), y 1,5 cm de grosor, algo más estrecho que un rotulador indeleble. Habitualmente con un llavero añadido, por conveniencia y para camuflarlo, el kubotan puede parecer un adorno para el ojo inexperto. A menudo sirve de complemento al aerosol irritante, con la ventaja que no se agota ni se desvía por el viento.
Necesita de poco entrenamiento para ser efectivo. Sus diferentes usos son estabilizar el puño para un puñetazo, aplicarlo en puntos de presión del cuerpo del asaltante o para conseguir ventaja sobre las muñecas o los dedos del rival. Además, las llaves pueden ser usadas como un látigo, y a la inversa, cogiéndolo desde las llaves, puede ser usado a modo de  mangual.

## Historia
Kubotan es una marca registrada por el maestro Soke Kubota Takayuki, quien lo diseñó a partir de las armas tradicionales japonesas dokko y tenouchi, como herramienta para policías con el objetivo de inmovilizar sospechosos sin infligir heridas graves o permanentes. Empezó a ser popular en los años 1970, cuando llamó la atención del departamento de policía de Los Ángeles, Estados Unidos, y las oficiales de policía recibieron clases de este maestro japonés. Debido a su extrema efectividad en anular la resistencia de sospechosos especialmente violentos, mediante llaves dolorosas y golpes en puntos de presión, el kubotan es apodado el "instrumento de ajuste de actitud". El kubotan se fue extendiendo gradualmente hacía uso civil como autodefensa y está considerado hoy en día un arma popular a este respecto.
El primer kubotan (como lo vendía Soke Kubota Takayuki) es un cilindro de plástico duro de unos 14 cm de largo por 1.5 cm de diámetro con un aro incluido. El cuerpo está marcado por seis hendiduras circulares para un mejor agarre, y hay una anilla atornillada en un extremo para usar de llavero. Hay muchas otras formas y diseños disponibles, desde aleaciones de aluminio a modelos con un extremo afilado. De cualquier forma, estos modelos son considerados más ofensivos por naturaleza y no se consideran auténticos kubotanes.
Debido a su sencillo diseño, cualquier cosa cilíndrica es un kubotan en esencia. Kubotanes improvisados incluyen bolígrafos, rotuladores, linternas, etc. Dado que un kubotan es un simple tubo de plástico, metal o madera, cualquier posible regulación restrictiva podría ser, cuando menos, ambigua o imprecisa.